# Alessandro Bertolini
Alessandro Bertolini (Rovereto, Trentino - Tirol del Sud, 27 de juliol de 1971) és un ciclista italià, ja retirat, que fou professional entre el 1994 i el 2012.
En el seu palmarès destaquen la París-Brussel·les de 1997, el Giro del Piemont de 2003, la classificació general de l'UCI Europe Tour de 2007 i, sobretot, una victòria d'etapa al Giro d'Itàlia de 2008 per davant de l'espanyol Pablo Lastras.

## Palmarès
- 1988
  - 1r al Tour al País de Vaud i vencedor d'una etapa
- 1989
  - 1r al Tour al País de Vaud i vencedor de 2 etapes
- 1991
  - 1r a la Coppa Collecchio
- 1992
  - 1r al Gran Premi Palio del Recioto
  - 1r al Trofeu Gianfranco Bianchin
- 1993
  - 1r al Gran Premi Palio del Recioto
  - 1r al Gran Premi della Liberazione
  - 1r al Giro del Belvedere
  - 1r a l'Astico-Brenta
- 1996
  - Vencedor d'una etapa de la Bicicleta Basca
- 1997
  - 1r a la París-Brussel·les
  - Vencedor d'una etapa del Giro de Sardenya
- 1999
  - 1r a la Volta a Schynberg
- 2000
  - Vencedor d'una etapa de la Volta a Àustria
  - Vencedor d'una etapa de la Cursa de la Pau
- 2001
  - 1r al Circuit de Getxo
- 2003
  - 1r al Giro del Piemont
- 2004
  - 1r al Giro de la Província de Lucca i vencedor d'una etapa
- 2005
  - 1r a la Coppa Sabatini
- 2006
  - 1r a la Coppa Agostoni
  - Vencedor d'una etapa del Circuit de La Sarthe
- 2007
  - Vencedor de l'UCI Europe Tour
  - 1r al Trittico Lombardo
  - 1r al Giro dels Apenins
  - 1r a la Coppa Agostoni
  - 1r al Giro del Vèneto
  - 1r a la Coppa Placci
  - Vencedor d'una etapa de la Setmana Internacional Coppi i Bartali
- 2008
  - 1r al Giro dels Apenins
  - Vencedor d'una etapa del Giro d'Itàlia
- 2010
  - Vencedor d'una etapa del Giro del Trentino

### Resultats al Tour de França
- 1994. Abandona (12a etapa)
- 1995. Abandona (10a etapa)
- 1996. Abandona (16a etapa)
- 2003. 146è de la classificació general
- 2004. No surt (17a etapa)
- 2005. 113è de la classificació general

### Resultats al Giro d'Itàlia
- 1995. Abandona (8a etapa)
- 2002. 83è de la classificació general
- 2004. 53è de la classificació general
- 2006. Abandona (7a etapa)
- 2008. 89è de la classificació general. Vencedor d'una etapa
- 2009. 92è de la classificació general
- 2010. 115è de la classificació general

### Resultats a la Volta a Espanya
- 1998. 83è de la classificació general
- 2000. 110è de la classificació general
- 2003. 112è de la classificació general